# Oprindelige Puebloere
Oprindelige Puebloere (anasazi) var et gammelt indfødt amerikansk folkeslag, der var udbredt i det nutidige Four Corners-område i USA, bestående af det sydlige Utah, det nordlige Arizona, nordvestlige New Mexico, og sydvestlige Colorado. Det menes, at de oprindelige puebloere udviklede sig, i det mindste delvist, fra Oshara-kulturen, som udviklede sig fra Picosa-kulturen. De boede blandt andet i små familie grubehuse, større klan bebyggelser, større bylignende lokaliteter og grotteboliger. De Oprindelige Puebloer havde et komplekst netværk, der strakte sig over Colorado Plateauet og forbandt hundredvis af bosættelser og befolkningscentre. De havde særskilt kendskab til astronomi, der afsløres i deres arkitektur. Kiva, et religiøst sted, der blev brugt til ceremonielle formål, var en integreret del af Oprindelige Puebloers samfund.
Arkæologer debaterer hvornår kulturen opstod. Den nuværende konsensus, baseret på terminologien defineret af Pecos-klassificering, tyder deres fremkomst til omkring det 12. århundrede fvt., under "Tidlig Basketmaker II" perioden. Baseret på de tidligste udforskninger og udgravninger, har forskere identificeret anasazi som forløbere for moderne Pueblofolk.

## Etymologi
Pueblo, der betyder "landsby" på spansk, opstod med opdagelsesrejsende, der omtalte deres specielle boliger.
Navajo folket, som nu bor i dele af det tidligere Pueblo-område, henviser til de tidligere beboere som "anaasází", et eksonym, der på navajo'ernes sprog dine bizaad betyder "forfædrene, vore fjender", selv om det nu bliver brugt som "tidligere folk", eller "de fortidige". Benævnelsen foretrækkes ikke af nutidige Puebloere, men benyttes stadig af talere af dine bizaad.
Hopifolket anvendte betegnelsen "Hisatsinom", som betyder "tidligere folk", om Oprindelige Puebloere.

## Landbrugere
De oprindelige puebloere var fastboende med landbrug i mindre skala, på grund af områdets knappe vandforsyning. Majsen blev indført omkring 200 e.Kr., kunsten at lave lerkar kom senere. De forfærdigede meget tidligt kurve.

## Højdepunkt
Perioden fra 700-1130 e.v.t. ("Pueblo I" og "II" perioderne) oplevede en hurtig vækst i befolkningen på grund af regelmæssige nedbørsmønstre. Undersøgelser af skeletrester viser, at denne vækst skyldtes øget fertilitet snarere end reduceret dødelighed. Med en tidobling i befolkningen i løbet af et par generationer kan befolkningsforøgelsen næppe forklares ved øget fødselsrate alene. Sandsynligt er der også invandret folk fra de omkringliggende områder. Nyskabelser som keramik, opbevaring mad, og landbrug gav hurtig forandring. Over flere årtier, spredtes den oprindelige Pueblokultur sig i området.

## Ruiner
I det nordvestlige New Mexico ligger verdensarvsstedet Chaco Culture National Historical Park hvor Pueblo Bonito er det største bygningsværk. Bygningen er udformet med terrasser opført af mørkebrun sandsten i en vældig halvcirkel og har en gang været fem lejligheder høj, af hvilke fire er tilbage. Puebloen er 220 meter lang og indeholder 800 rum. Her boede omkring år 1100 omtrent 1.200 personer og bygningen blev omgivet af store majsmarker og haver. Pueblo Bonito blev opgivet i slutningen af 1200-tallet efter en række tørkeår.